# فضای پیرافشرده
در ریاضیات، فضای پیرافشرده (به انگلیسی: Paracompact Space) یک فضای توپولوژی است که هر پوشش باز آن، تظریفی باز دارد که موضعاً متناهی است. این فضاها توسط دیودونه ((Dieudonné 1944)) معرفی شدند. هر فضای فشرده پیرافشرده است. هر فضای هاسدورف پیرافشرده نرمال است، و هر فضای هاسدورف پیرافشرده است اگر و تنها اگر برای هر پوشش باز آن افراز واحدی وجود داشته باشد. برخی مواقع فضاهای پیرافشرده چنان تعریف می شوند که هاسدورف بودن جزوی از تعریف باشد.
هر زیرفضای بسته از فضای پیرافشرده، پیرافشرده اهست. در حالی که هر زیرفضای فشرده از فضاهای هاسدورف همیشه بسته اند، این خاصیت در حالت کلی برای زیرمجموعه های پیرافشرده برقرار نیست. فضایی که هر زیرفضای آن، فضایی پیرافشرده است را به طور موروثی پیرافشرده (به انگلیسی: Hereditary Paracompact) گویند. این معادل است با این که بگوییم در چنین فضاهایی (یعنی فضاهای پیرافشرده موروثی) هر زیرفضای باز پیرافشرده است.
قضیه تیخونوف (که بیان می دارد ضرب هر گردایه از فضاهای توپولوژی فشرده، فشرده است) به فضاهای پیرافشرده تعمیم پیدا نمی کند، یعنی ضرب فضاهای پیرافشرده لزوماً پیرافشرده نیست. با این حال، ضرب فضای پیرافشرده و فشرده همیشه پیرافشرده است.
هر فضای متری پیرافشرده است. یک فضای پیرافشرده مترپذیر است اگر و تنها اگر پیرافشرده و فضای هاسدورف موضعاً مترپذیر باشد.

## تعریف
یک پوشش از مجموعه {\displaystyle X}، گردایه ای از زیر مجموعه های {\displaystyle X} است که اجتماعشان برابر {\displaystyle X} باشد. به طور دقیق تر، اگر {\displaystyle U=\{U_{\alpha }:\alpha \in A\}} خانواده اندیس شده ای از زیرمجموعه های {\displaystyle X} باشد، آنگاه {\displaystyle U} پوششی از {\displaystyle X} است اگر:
{\displaystyle X\subseteq \bigcup _{\alpha \in A}U_{\alpha }.}
پوششی از فضای توپولوژی {\displaystyle X} باز است اگر تمام اعضای آن مجموعه های باز باشند. تظریف یک پوشش از یک فضای {\displaystyle X}، پوشش جدیدی از همان فضاست به گونه ای که هر مجموعه در پوشش جدید زیرمجموعه ای از مجموعه ای در پوشش قدیم باشد. به طور دقیق تر، پوشش {\displaystyle V=\{V_{\beta }:\beta \in B\}} تظریفی از پوشش {\displaystyle U=\{U_{\alpha }:\alpha \in A\}} است اگر و تنها اگر برای هر {\displaystyle V_{\beta }} در {\displaystyle V}، وجود داشته باشد {\displaystyle U_{\alpha }} در {\displaystyle U} چنان که {\displaystyle V_{\beta }\subseteq U_{\alpha }}.
هر پوشش باز از یک فضای {\displaystyle X} موضعاً متناهی است اگر هر نقطه از فضا همسایگی داشته باشد که تنها با تعداد متناهی از اعضای پوشش اشتراک داشته باشد. به طور دقیق تر {\displaystyle U=\{U_{\alpha }:\alpha \in A\}} موضعاً متناهی است اگر و تنها اگر برای هر {\displaystyle x} در {\displaystyle X}، وجود داشته باشد همسایگی {\displaystyle V(x)} از {\displaystyle x} چنان که مجموعه:
{\displaystyle \left\{\alpha \in A:U_{\alpha }\cap V(x)\neq \varnothing \right\}}
متناهی باشد. اکنون فضای توپولوژی {\displaystyle X} را پیرافشرده گویند اگر هر پوشش باز آن تظریف باز موضعاً متناهی داشته باشد.